# Plante
Plantae
Pour les articles homonymes, voir Plante (homonymie).
Ne doit pas être confondu avec un plant, ni avec un végétal.
Règne
Synonymes
- Archaeplastida Adl et al., 2005

Classification phylogénétique
- Eukaryota
  - Bikonta
    - Corticata
      - Archaeplastida ou Plantae
        - Metabionta
          - Viridiplantae 
(Plantes vertes)
            - Chlorophyta
            - Streptophyta

Les plantes (Plantae) sont des organismes photosynthétiques et autotrophes, caractérisés par des cellules végétales. Elles forment l'un des règnes des Eukaryota. Cet ensemble ne peut plus être considéré comme un groupe  monophylétique.
La science des plantes est la botanique, qui dans son acception classique étudie aussi les algues et les cyanobactéries (qui n'appartiennent pas au règne des Plantae). L'ancien « règne végétal » n'existe plus dans les classifications modernes (cladistes ou évolutionnistes).
Le nombre d'espèces de plantes est difficile à déterminer, mais il existerait (en 2015) plus de 400 000 espèces décrites, dont la grande majorité sont des plantes à fleurs (369 000 espèces répertoriées), sachant que près de deux mille nouvelles espèces sont découvertes chaque année. Depuis le début du XXe siècle, trois espèces de plantes disparaissent chaque année, principalement victimes de la déforestation. Une plante sur cinq serait menacée d'extinction.

## Classification
Les plantes ont été jusqu'au milieu du XXe siècle l'un des trois grands groupes dans lesquels les êtres vivants étaient traditionnellement répartis, les deux autres groupes étant celui des animaux et celui des Fungi plus connus sous le nom de champignons. La division remonte aux environs du temps d'Aristote (384 av. J.-C. – 322 av. J.-C.) qui différenciait les plantes, celles-ci ne se déplaçant pas, et les animaux souvent en mouvement pour attraper leurs proies. Dans son Historia Plantarum, Théophraste (371-288 av. J.-C.) décrit près de 480 plantes et est le premier à proposer une classification basée sur des caractères propres aux végétaux et non sur des caractères anthropocentriques. Il en envisage d'ailleurs plusieurs : selon lui, les végétaux peuvent être répartis en quatre groupes selon leur hauteur : les arbres (dendron, d'où la dendrologie), arbrisseaux (thamnos), sous-arbrisseaux (phruganon) et plantes herbacées (poa) parmi lesquelles il classe les plantes potagères et les céréales. Le savant grec considère également possible de distinguer à l'intérieur de ces grandes catégories les espèces domestiques et les espèces sauvages ou encore les espèces terrestres et les espèces aquatiques. Il désigne le végétal et la plante de la même manière, avec le terme grec phytos (d'où la phytologie) alors que les Romains emploient les termes latins d’arbores et herbae.
Au cours du Moyen Âge apparaissent des usages botaniques pour les termes planta et vegetabilis : le premier désigne les végétaux selon leur usage, c'est-à-dire à des fragments que l’on « plante », le second faisant référence au verbe vegetare utilisé dans le vocabulaire religieux au sens de fortifier, vivifier, faire croître (d’un point de vue spirituel). À partir du XVIe siècle, les deux termes sont utilisés indistinctement ou alternativement pour désigner ce qui est vivant et immobile, par opposition à animalia (vivant et mobile) et à mineralia (non vivant et immobile). À cette époque, des botanistes, notamment les frères Jean et Gaspard Bauhin, entament une réflexion sur le classement des plantes. Ils cherchent à établir des groupes naturels de plantes à partir de leur ressemblance mais c’est le botaniste Andrea Cesalpino qui fait progresser la classification des plantes. Dans son livre intitulé De plantis libri, paru en 1583, il propose quinze classes qui se basent sur des critères stables, tels que le caractère ligneux ou herbacé de la tige (« Arbores, Fructices, Suffructices et Herbae », les arbres, arbustes, arbrisseaux et herbes), la présence ou l'absence de graines, la forme du fruit, la présence ou l'absence d'une enveloppe autour d'elle, la forme de la racine. Cette classification commode est employée durant deux siècles.
John Ray (1628-1705), naturaliste anglais, propose d'établir un nouveau système de classification ayant pour fondement le plus grand nombre possible de caractères de la fleur, du fruit ou de la feuille. Puis, Pierre Magnol (1638-1715), inventeur du terme famille, répertorie 76 familles de plantes. Joseph Pitton de Tournefort (1656-1708) établit un classement des végétaux suivant la structure des fleurs et introduit les notions d'espèce et de genre. Enfin, Carl von Linné (1707-1778), botaniste du roi de Suède, crée la base du système moderne de classification scientifique et codifie la nomenclature binominale des végétaux et des animaux. Ces deux groupes deviennent des règnes, végétal et animal. Sa classification des plantes basée sur le « système sexuel » (nombre d'étamines) divise les groupes naturels, et est encore un obstacle au progrès en systématique. En 1763, Michel Adanson publie Familles des Plantes, dans laquelle il présente une classification naturelle basée sur « l'ensemble de toutes les parties de la plante » (65 caractères végétaux). Cette classification naturelle est poursuivie par les de Jussieu et par la classification de Candolle qui améliore le système de Jussieu, en introduisant notamment les caractères anatomiques, qui permettent de distinguer les végétaux vasculaires qui présentent un système de circulation de la sève, des végétaux cellulaires.
Un certain nombre d'espèces anciennement considérées comme des plantes, tels les champignons, les algues unicellulaires voire les algues pluricellulaires, commencent à être exclus de ce groupe pour former des catégories propres dès la fin du XIXe siècle.
Les premières classifications semi-phylogénétiques (basées sur une appréciation subjective d'ancienneté des caractères selon un postulat aujourd'hui abandonné) sont l'œuvre de l'école allemande (classification d'Eichler (en) en 1883, classification d'Engler en 1924) et de l'école anglo-saxonne (classification de Bessey (en) en 1915, classification d'Hutchinson (en) en 1926).
Les classifications modernes prémoléculaires des Angiospermes (classification de Takhtajan en 1943, classification de Cronquist en 1957, classification de Thorne en 1968, classification de Dahlgren en 1975) sont régulièrement révisées en fonction de progrès de la connaissance permettant de proposer de nouvelles hypothèses évolutives. Ces classifications complètent les classifications phylogénétiques moléculaires actuelles, notamment les classifications phylogéniques moléculaires en clades de l'Angiosperm Phylogeny Group. Au début du XXIe siècle, la systématique est ainsi basée sur une organisation phylogénétique rendue plus concrète par la mise en évidence de synapomorphies morphologiques ou biochimiques.
Aujourd'hui la communauté scientifique francophone privilégie le terme végétaux plutôt que celui de plante, mais dans le même temps ces deux termes ne désignent plus vraiment un groupe homogène dans les classifications phylogénétiques.

### Caractéristiques principales
| Types de plante | Types de plante                                   | Types de plante                                   | Types de plante                                   | Types de plante                                   | Types de plante                                   | Caractéristiques générales                                                   |
| --------------- | ------------------------------------------------- | ------------------------------------------------- | ------------------------------------------------- | ------------------------------------------------- | ------------------------------------------------- | ---------------------------------------------------------------------------- |
| Archaeplastida  | Archaeplastida                                    | Archaeplastida                                    | Archaeplastida                                    | Archaeplastida                                    | Archaeplastida                                    | Photosynthèse, chlorophylle.                                                 |
| ├─o └─o         | Algues rouges Chlorobionta (ou organismes verts). | Algues rouges Chlorobionta (ou organismes verts). | Algues rouges Chlorobionta (ou organismes verts). | Algues rouges Chlorobionta (ou organismes verts). | Algues rouges Chlorobionta (ou organismes verts). |                                                                              |
|                 | ├─o └─o                                           | Algues vertes Plantes terrestres                  | Algues vertes Plantes terrestres                  | Algues vertes Plantes terrestres                  | Algues vertes Plantes terrestres                  | Adaptation à la gravité, archégones, embryon végétal.                        |
|                 |                                                   | ├─o └─o                                           | Mousses Plantes vasculaires                       | Mousses Plantes vasculaires                       | Mousses Plantes vasculaires                       | Fausses racines. Vaisseaux conduisant la sève, lignine, feuilles à nervures. |
|                 |                                                   |                                                   | ├─o └─o                                           | Prêles, fougères… Plantes à graines               | Prêles, fougères… Plantes à graines               | Émancipation de la reproduction aquatique, graines.                          |
|                 |                                                   |                                                   |                                                   | ├─o └─o                                           | Gymnospermes Plantes à fleurs                     | Fleurs, protection des graines dans des fruits.                              |

Toutes les plantes renferment des pigments photosynthétiques : chlorophylles (pigments verts), caroténoïdes (pigment orangés, bleus et rouges). Les pigments chlorophylliens, de loin les plus abondants, possèdent deux bandes d'absorption (bleu et rouge) dans le spectre lumineux, ce qui se traduit par une valeur maximale de la réflectance autour du vert, d'où la couleur verte des plantes.

- Les végétaux sont des organismes autotrophes, c'est-à-dire qu'ils produisent leur propre matière organique à partir de sels minéraux puisés dans le sol et de dioxyde de carbone, assimilé par les feuilles grâce à l'énergie solaire : c'est le mécanisme de photosynthèse. Ils lui doivent, par le biais de la chlorophylle contenue dans les chloroplastes, leur couleur verte.
- Les végétaux sont des organismes généralement fixés au sol par leurs racines (mais il y a des exceptions), ce qui les rend très dépendants des conditions de leur environnement ; cet état est lié à la nature cellulosique des parois cellulaires, aux tissus de soutien de la plante (collenchyme et sclérenchyme) et à certaines molécules particulières comme la lignine qui rend les tissus rigides.
- Les végétaux sont des organismes peu différenciés. Il existe peu de types de tissus ou d'organes différenciés, ce qui entraîne des propriétés particulières : une dimension potentiellement indéfinie et une capacité de régénération importante (d'où la possibilité de multiplication végétative).
- Les plantes ont besoin de différents éléments rassemblés pour survivre et pousser. Le premier est la lumière, utile pour le processus de photosynthèse, qui apporte de l'énergie. Ensuite viennent l'eau et la terre d'où sont tirés les nutriments, et l'air dont elles extraient le dioxyde de carbone, permettant également la photosynthèse. Les conditions exactes varient selon le type de plante. Au sein du règne végétal les plantes sont des organismes qui possèdent des racines et une partie aérienne.

### Subdivisions
Le biologiste Marc-André Selosse estime la définition du terme végétal discutable et arbitraire. Si on réunit tous les eucaryotes capables de photosynthèse, alors ce terme « flou » correspond à un groupe polyphylétique dans lequel sont rassemblées des espèces de nombreuses lignées évolutives diverses qui ont acquis (parfois par convergence) un plaste photosynthétique. Chez plusieurs de ces lignées, la distinction animal/végétal est d'ailleurs ténue. Le système des cinq règnes de Whittaker comprend les « Plantae » comme des eucaryotes photosynthétiques pluricellulaires (notion de métaphytes, conception non valide mais présente encore dans les manuels scolaires). Selon une autre conception fonctionnelle macrocentrée, on peut restreindre cette définition aux Archaeplastida, comprenant les végétaux terrestres, les algues vertes et les algues rouges, ou plus restrictivement encore n'y inclure que les plantes vertes, la limiter aux plantes terrestres voire aux plantes à fleurs.

#### Algues

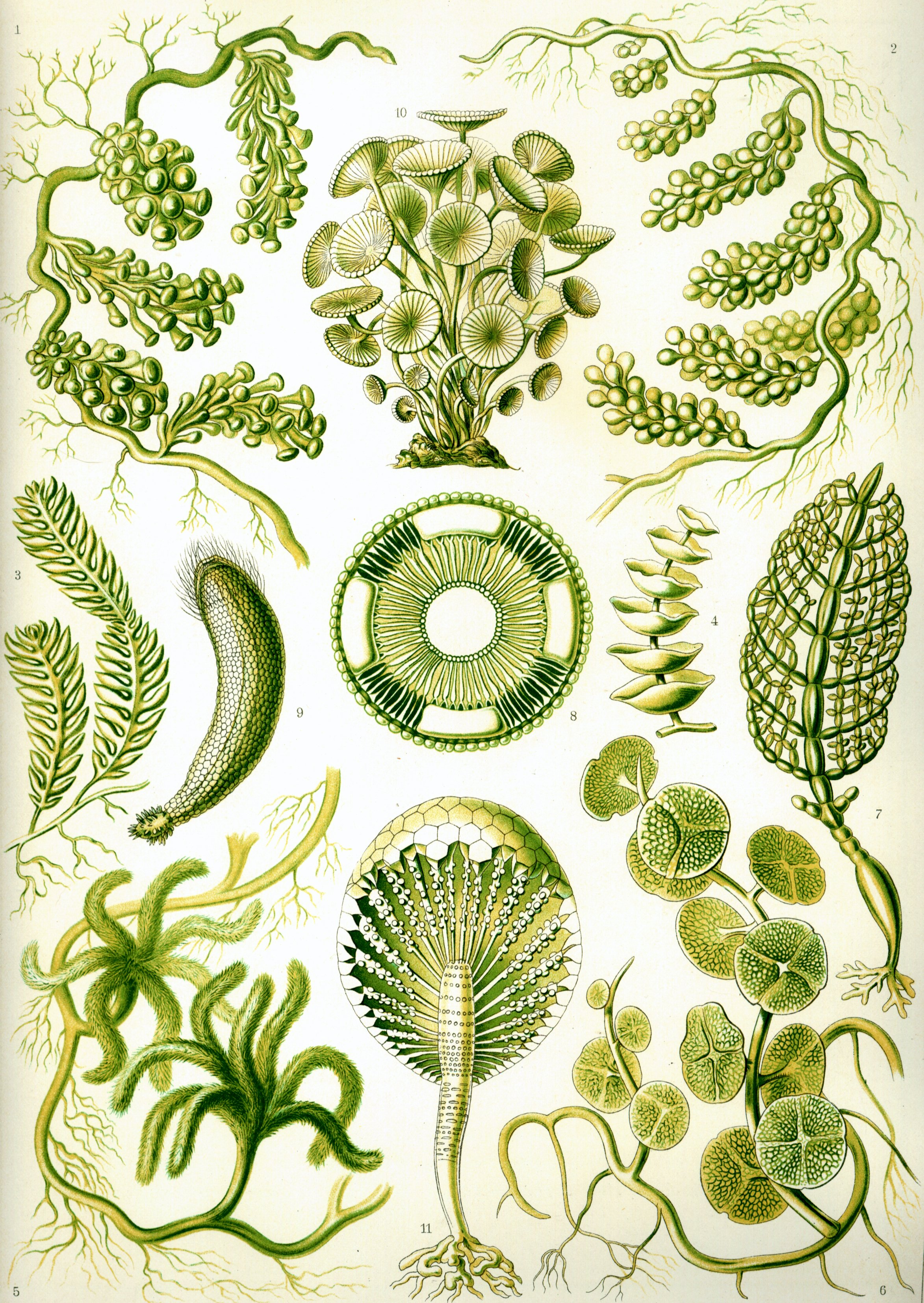
Algue verte de l'œuvre d'Ernst Haeckel, intitulée Kunstformen der Natur, 1904.

En classification classique, traditionnellement, seules les algues vertes ou Chlorophytes étaient considérées comme plantes, et ne formaient donc pas un sous-règne. La classification des autres algues dans le règne des plantes est une introduction de la classification scientifique amorcée depuis le XIXe siècle. Auparavant, elles ont été classées de façon variable avec les protistes. Les progrès de la phylogénie ont fait récemment disparaître certaines classes et des rapprochements morphologiquement étonnants s'opèrent dans la classification.

#### Plantes vertes

##### Bryophytes
En classification classique ou traditionnelle, le sous-règne des Bryophytes (Bryobiotina, Bryophyta lato sensu) comprend trois divisions (ou embranchements) de végétaux terrestres non vasculaires : la division des Hépaticophytes (Hepaticophyta) : 6 000 espèces de plantes hépatiques ; la division des Anthocérotophytes (Anthocerotophyta) : 100 espèces d’anthocérotes ; et la division des Bryophytes (Bryophyta stricto sensu) : 9 500 espèces de mousses.

##### Plantes vasculaires
Le sous-règne des Trachéobiontes (Tracheobionta ou Tracheophyta) est composé, selon une classification traditionnelle :
- Ptéridophytes (Pteridophyta), ou fougères lato sensu, plantes vasculaires cryptogames (à spores et thalles) :
  - Psilophytes (Psilophyta) : 17 espèces ;
  - Lycopodiophytes (Lycopodiophyta) : 1 000 espèces, dont les Lycopodes ;
  - Équisétophytes (Equisetophyta) : 15 espèces vivantes dont les Prêles ;
  - Filicophytes (Filicophyta) : 11 000 espèces de fougères stricto sensu ;
- Spermatophytes (Spermatophyta), plantes vasculaires phanérogames (à graines) :
  - Gymnospermes (Gymnospermae), les plantes phanérogames à cônes ;
  - Angiospermes (Magnoliophyta), les plantes phanérogames à fleurs (environ 235 000 espèces).

Les chiffres montrent la domination qu’exercent aujourd’hui les Angiospermes (Magnoliophyta) parmi les plantes.

## Phylogénétique

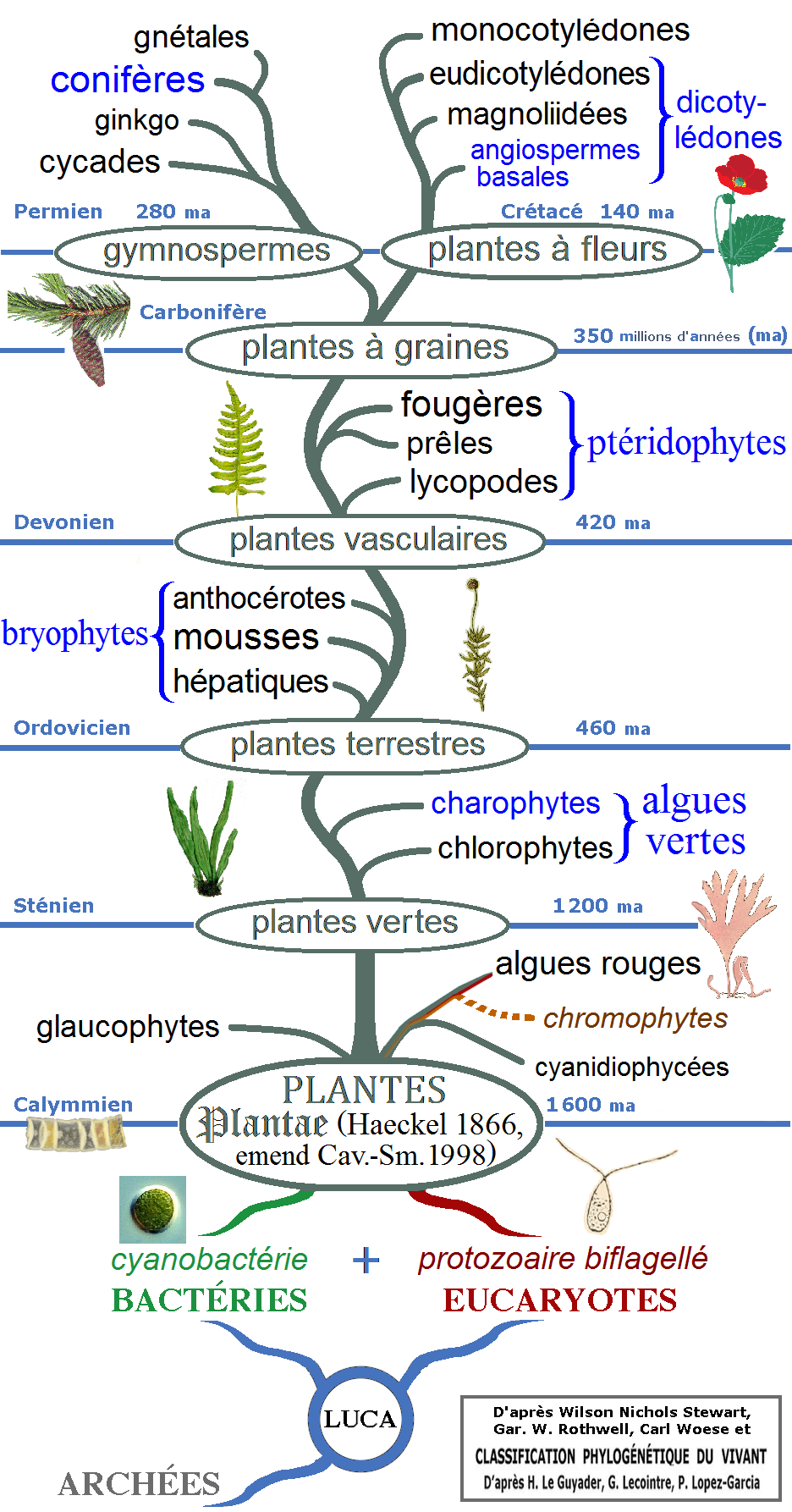
Arbre phylogénétique des plantes, montrant les principaux clades et les groupes traditionnels. Les groupes monophylétiques sont en noir et paraphylétiques en bleu.

des plantes, montrant en vert les principaux taxons. La largeur des branches représente la richesse spécifique de ces taxons.

L'image ci-contre représente un arbre phylogénétique des plantes vivantes, montrant les éléments suivants :
- Plantae sensu lato (Haeckel. 1866 EMEND. Caval.-Sm 1998) ou Archaeplastida et l'origine de la première cellule végétale par symbiogenèse entre une cyanobactérie et un protozoaire biflagellé[21].
  - Glaucophytes
  - Rhodophyta est divisé en deux clades : cyanidiophycées et algues rouges. Les algues chromophytes proviennent d'une ou plusieurs endosymbioses secondaires[22].
  - Plantes vertes (Chlorobionta) ou Plantae sensu stricto (Copeland 1956)
    - Algues vertes : chlorophytes et charophytes
    - Plantes terrestres (Embryophyta) ou Plantae sensu strictissimo (Margulis 1971)
      - Bryophytes[23] : hépatiques, mousses et anthocérotes
      - Plantes vasculaires (Tracheophyta)
        - Ptéridophytes : Lycopodes, prêles et fougères.
        - Plantes à graines (Spermatophyta)
          - Gymnospermes : cycades, Ginkgo, conifères et gnétales.
          - Plantes à fleurs ou angiospermes : monocotylédones et dicotylédones (angiospermes basales, magnoliidées et eudicotylédones)

Voir aussi les articles Archaeplastida (classification phylogénétique) et Chlorophyta (classification phylogénétique), ainsi que l’article Histoire évolutive des végétaux.

## Physiologie

### Tailles et types
En agriculture, une grande division est souvent faite entre les plantes herbacées et les plantes ligneuses (celles qui forment du bois).

### Nutrition
Dans le cadre des théories sur l’optimisation de l’exploitation de ressources minérales disponibles ponctuellement dans le temps et l’espace, la compétition qu'on observe entre les modules d'une même plante à la recherche de nourriture, présente des similitudes avec les comportements de fourrageage chez les animaux. Mais au niveau général, elle présente de fortes divergences. L'autotrophie de la plante la rend immobile et sessile (ce qui lui permet de souder les cellules végétales entre elles par leur paroi pectocellulosique qui confère rigidité mécanique et résistance à l'ensemble), ce qui l'oppose à l'animal, hétérotrophe, au corps plus mou et mobile. À nutrition égale, l'investissement énergétique alloué à la mobilité (au coût énergétique élevé) est important chez les animaux, alors que les plantes recourent à diverses stratégies écologiques en investissant surtout dans leur croissance, leur repousse (modules) et dans leurs défenses chimiques contre les herbivores et contre les pathogènes.
Les associations symbiotiques avec des mycorhizes concernent environ 90 % des plantes vasculaires. Ces champignons mycorhiziens assurent l'essentiel de la nutrition hydrominérale des plantes. Par provocation, il est tentant de dire que « les plantes, dans leur état naturel, ont des mycorhizes plutôt que des racines ».
Une hypothèse est que les plantes ont évolué morphologiquement et physiologiquement pour purger l'excès de carbone atmosphérique par le processus de photosynthèse.

## Environnement

### Climat
Il existe des plantes presque partout sur la Terre - dans le désert, sous l'eau, dans les forêts tropicales et même en Arctique. Toutefois, leur répartition à la surface de la Terre est fonction des conditions climatiques. Ainsi, pour rendre compte des principaux groupes de végétaux, le climatologue et botaniste allemand Wladimir Köppen a établi une classification des climats. Cette classification, publiée pour la première fois en 1901 et remaniée à plusieurs reprises depuis, est la plus ancienne et la plus connue.
La classification de Köppen comprend cinq groupes de climats eux-mêmes divisés en cinq types climatiques. Le contour de chaque groupe correspond à la satisfaction d'un critère lié à la température de l'air ou combinant à la fois la température de l'air et le niveau des précipitations.
- Les plantes des régions tropicales

La zone tropicale s'étend de part et d'autre de l'équateur entre le tropique du Cancer (23° 27' de latitude nord) et le tropique du Capricorne (23° 27' de latitude sud). Elle représente l'une des grandes zones climatiques nées de la circulation générale de l'atmosphère et de son déplacement saisonnier. Cette zone couvre environ 45 % de la surface globale des forêts. La température moyenne du mois le plus froid est supérieure à + 18 degrés Celsius. La végétation correspondante est la forêt tropicale ou la savane.
- Plantes des régions sèches et désertiques

Ces régions sont essentiellement caractérisées par la présence d'arbustes et d'herbes qui se sont adaptés à l'environnement désertique et qui, par un système de racines souterraines peu profond mais étendu à proximité de la surface (fasciculé), arrivent à récolter une quantité d'eau suffisante à leur croissance. La végétation est très peu développée et recouvre peu d'espace. Les espèces sont appelées xérophytes (du grec xero = sec, et phytos = plante), il existe des cactus, des plantes à cuticule épaisse pour limiter l'évapotranspiration, des plantes en coussinets, des succulentes (exemple famille des Crassulassées, dont le Sedum ou la joubarbe). La plupart des plantes chlorophylliennes de ces régions fonctionnent grâce à la photosynthèse en C4.
- Plantes des régions tempérées

En Europe, cette forêt s'étend de la forêt boréale à la forêt méditerranéenne (entre 40° et 55° nord). Le régime thermique est modéré avec en hiver un peu de gel sur la partie supérieure des sols, et un été modérément chaud. Il existe trois espèces dominantes.
- Plantes des régions froides ou subarctiques

Il existe deux grands types de végétation en milieu polaire et subpolaire incluant la toundra, située entre 55° et 70° nord, une végétation dominée par les herbes et les mousses, souvent associées à divers arbustes. C'est une formation végétale continue et basse avec l'absence d'arbres à cause d'un sol gelé en profondeur en permanence, le pergélisol (température inférieure à 0 °C). L'absence d'arbres est aussi due à un raccourcissement de la période de végétation (l'été ne dure parfois qu'un à deux mois) ; et la taïga, une forêt boréale de grands conifères, typique de la Sibérie et du Canada. Les hivers sont plus longs et plus rigoureux et les mois d'été sont plus chauds (température supérieure à 10 °C). Cela devrait représenter la limite entre la taïga et la toundra. Le sous-bois est constitué de plusieurs conifères à aiguilles et de fougères. Dans l'hémisphère sud, cette formation végétale est plus réduite (dans les îles de l'Antarctique, la toundra en touffes domine la région).
- Plantes des régions polaires
- Plantes des régions de hautes montagnes

### Types biologiques
La classification des types biologique, selon Christen Christiansen Raunkiær, est une classification écologique, qui classe les plantes selon la manière dont elles protègent leurs bourgeons à la mauvaise saison (froide ou sèche) ; elle distingue cinq groupes ou types biologiques de végétaux :
- phanérophytes : ce sont essentiellement les arbres, arbustes et arbrisseaux, dont les bourgeons sont situés en haut d'une tige ; les feuilles tombent ou non et les zones les plus sensibles (méristèmes) sont protégées par des structures temporaires de résistance : les bourgeons ;
- chamaephytes : ce sont des plantes basses dont les bourgeons sont proches du sol ; les feuilles tombent ou non, les bourgeons les plus bas bénéficient de la protection de la neige ;
- cryptophytes ou géophytes : ces plantes passent la mauvaise saison protégées dans le sol, la partie aérienne meurt ; ce sont les plantes à bulbe, à rhizome et à tubercule ;
- thérophytes : ce sont les plantes annuelles, qui disparaissent pendant la mauvaise saison et survivent sous la forme de graines ;
- hémicryptophytes : stratégie mixte qui combine celles des géophytes et des chaméphytes ; ce sont souvent des plantes à rosette.

### Les plantes: la biomasse dominante quant au poids de carbone
Yinon et ses collègues ont en 2018 publié une évaluation quantitative du carbone stocké dans le vivant, montrant que si les plantes comptent bien moins d'espèce que le règne animal (moins que le seul groupe des arthropodes par exemple), en revanche elles constituent au sein du Vivant le « règne » qui domine largement quant au poids de carbone, puisqu'elles sont constituées de 80 % de tout le carbone stocké par des organismes. Le carbone de tout le Vivant terrestre et marin pèserait aujourd'hui environ 550 gigatonnes (Gt) dont 450 Gt sont des plantes, loin devant les bactéries (70 Gt) et les champignons (12 Gt), et très loin devant la faune. En effet, la faune dont l'Homme fait partie ne compte que pour 2 Gt de Carbone (dont 50 % sont sous forme d'arthropodes), loin devant les humains qui avec 0,06 gigatonnes sont comparables aux termites ou au krill et des termites ; cependant, ajoutent les auteurs, la pression de l'Homme sur le reste de la biomasse terrestre et marine est depuis 10 000 ans énorme : L'humanité a beaucoup déforesté et elle utilise une grande quantité de végétaux pour nourrir ses troupeaux de bovins, porcs et autres animaux domestiques ou de compagnie dont le poids en carbone est aujourd'hui environ 20 fois plus élevé que celui que tous les mammifères sauvages (tout comme nos volailles domestiquées dépassent en poids l'ensemble des autres oiseaux). L'humanité aurait déjà divisé par deux la biomasse végétale, (qui joue aussi un rôle majeur pour le climat local et global, comme puits de carbone et source d'évapotranspiration).

## Quelques adaptations des plantes

### Les plantes adaptées à la sécheresse
Les plantes vivant dans les milieux où l’eau est une source limitante ont dû développer plusieurs mécanismes afin de limiter leur perte d’eau. Certaines sont en dormance lors de la saison sèche et en germination lors de la saison de pluie, tandis que d’autres perdent une partie de leurs feuilles pendant la saison sèche, conservant ainsi quelques feuilles pour la photosynthèse. Les racines des plantes utilisant des stratégies d’évitement de la sécheresse sont plus profondes et plus épaisses et certaines possèdent des tiges souterraines leur permettant de stocker de la nourriture (principalement les hydrates de carbone) et de l’eau pendant de longues périodes. Leurs feuilles sont souvent épaisses et coriaces et possèdent peu de stomates. Ceux-ci sont habituellement situés sur la face abaxiale (dorsale) de la feuille, ce qui ralentit la vitesse de transpiration. Certaines feuilles possèdent des trichomes laineux réfléchissant ainsi la lumière et empêchant les feuilles de s’échauffer et de perdre leur eau trop vite. Les stomates des plantes adaptées dans les milieux arides ou semi-arides sont souvent dans des cryptes de la surface foliaire, ce qui réduit la vitesse de transpiration.
On appelle xérophytes les plantes capables de vivre et grandir dans des conditions de sécheresse marquée ; c’est le cas, entre autres, des plantes succulentes, qui survivent en constituant des réserves d’eau lors de pluies et en les utilisant lors de périodes de sécheresse.

### Les plantes adaptées au froid et à l'altitude
Les plantes de montagne ont développé plusieurs stratégies face à un milieu où la neige persiste longtemps au sol, où il y a une courte saison végétative, une extrême sécheresse, du vent, de fortes amplitudes thermiques, etc. Le refroidissement ralentit notamment la photosynthèse et la croissance. Ces plantes, ainsi que ceux vivant dans la toundra, ont alors développé des adaptations afin d’éviter le froid et d’en limiter ses effets. Tout d’abord, certaines sont de petites tailles, leur permettent de profiter de la chaleur à la surface du sol et d’une protection contre le vent par le recouvrement de la neige. D’autres végétaux, dans la toundra notamment, comme le bouleau et le saule, forment une couverture au sol, c’est-à-dire qu’ils poussent à l’horizontale et non à la verticale. La forme des plantes peut aussi être différente. Un motif en coussinet réduit l’évaporation et emprisonne la chaleur des rayons du soleil. Les feuilles de certaines plantes peuvent être réduites et épaisses et leur surface épaisse et cireuse empêchant la perte d’eau par des vents desséchants. D’autres plantes poussent comme une rosette, un tapis épais ou tout simplement blotties ensemble pour conserver leur chaleur et les aider à croître. Un duvet peut aussi les protéger du froid. Cette pilosité forme un écran qui limite la déshydratation provoquée par les vents et réfléchit une partie des rayonnements solaires en excès. Les plantes adaptées au froid ont habituellement un cycle de reproduction rapide pour contrer le fait que l’été soit court et que l’hiver soit long et un système racinaire peu profond.

### Plantes adaptées aux milieux salés
Toute plante qui est en contact avec des concentrations anormalement fortes en sel se nomme halophyte. Afin de pouvoir survivre dans ces conditions, les racines de ces plantes ont un potentiel osmotique très faible pour pouvoir maintenir un gradient entre la plante et les racines. De plus, le sel peut se concentrer dans les feuilles les plus basses, celles qui tombent avant les autres, ce qui permet d’éviter les effets toxiques du sel. Il peut aussi s’accumuler dans des organes, tels que des glandes à sels ou des vésicules, qui s’occupent de l’excréter.
Un autre type de plante peut se développer dans les milieux salés, il s’agit des glycophytes. Ceux-ci excluent les ions de leurs feuilles et les accumulent dans les racines et les tiges.

### Plantes adaptées aux milieux aquatiques
Les hydrophytes représentent le groupe de végétaux vivant entièrement ou partiellement dans l’eau. L’ensemble de leur appareil végétatif est donc en contact avec l’eau. Comme la concentration du dioxygène dans ce milieu ne se retrouve pas à la même concentration que dans l’air, ces plantes ont développé des stratégies d’acquisitions. Entre autres, elles possèdent des aérenchymes, un tissu parenchymateux (constitué de cellules vivantes) comportant de larges espaces intercellulaires remplis d’air, servant à transporter le dioxygène des parties hors de l’eau vers celles sous l’eau. De plus, ces plantes absorbent l’eau directement du milieu extérieur grâce à la surface de leur feuille qui n’est pas ou peu cutinisée (substance prévenant les pertes d’eau). Il n’y a alors aucune transpiration effectuée.

### Adaptations aux agressions
La plupart des végétaux possèdent des adaptations qui leur permettent de survivre ou de se défendre contre les agressions. Elles disposent pour cela d'un système de communication chimique, qui est utilisé en réponse à une agression ou à un agresseur afin d'en minimiser les dégâts, voire de les éliminer. Les parties lésées libèrent des molécules de glutamate qui génèrent un signal chimique sous la forme d'un flux d'ions calcium, qui se propage à des vitesses de l'ordre du mm/s (donc beaucoup moins vite que chez les animaux, jusqu'à 120 m/s) et déclenche ailleurs la sécrétion d'hormones défensives qui activent différents systèmes de défense.
Toutefois, ériger des structures de défense a un coût. Par exemple, à la suite de l’apparition d’un polluant atmosphérique, une plante présentera des signes de faiblesse allant d’une baisse de rendement aux nécroses, parce qu’elle a dû consacrer beaucoup d’énergie à la construction de structures de défense.

#### Défense contre les herbivores
Les plantes présentent diverses défenses contre les herbivores. Ces dernières peuvent être physiques, chimiques, mais également symbiotiques. Elles peuvent ériger des structures qui préviendront l’herbivorie telles que des épines, des trichomes, ou posséder des parois cellulaires composées de lignine, une substance n’étant pas digestible par les mammifères. Elles peuvent aussi produire des composés qui auront mauvais goût, qui seront toxiques ou qui attireront les prédateurs des herbivores (surtout pour les insectes). La production de canavanine par les plantes, par exemple, peut être toxique pour les insectes qui l’ingèrent car cet acide aminé prend la place de l’arginine dans les protéines de la victime, altérant ainsi leurs fonctions. Avec le temps, cette stratégie limite l’herbivorie de ces insectes qui trouvent de nouvelles sources de nourriture, ce qui protège les plantes.

#### Défense contre les polluants
Certaines plantes sont aussi capables de s’adapter à l’apparition d’un polluant dans leur environnement. Parmi ces polluants, on retrouve entre autres l’acide fluorhydrique, qui perturbe le métabolisme du calcium des végétaux, ainsi que l’ozone, qui oxyde les composés des plantes et donc, qui leur est très néfaste. En réponse à cette dernière substance, une plante peut produire des composés phénoliques ou augmenter la production de cire cuticulaires pour se défendre.

## Grands types de défenses

### Défenses contre le froid
Les plantes ne sont pas toutes exposées aux mêmes conditions. Certaines ont développé des adaptations leur permettant de résister au froid. L’une d’entre elles consiste à avoir une très petite taille et donc à se situer le plus près du sol possible où la température est habituellement de quelques degrés plus élevée. De plus, lorsqu’il y a de la neige, ces plantes se retrouvent protégées du froid et du vent par cette dernière. Une autre façon de réduire les dommages causés par le froid est d’adapter une forme circulaire. Non seulement cette forme procure une meilleure protection contre le froid, elle permet aussi de limiter les pertes d’eau puisque c’est celle qui a le plus petit rapport surface/volume.

## Grands types d'organisation

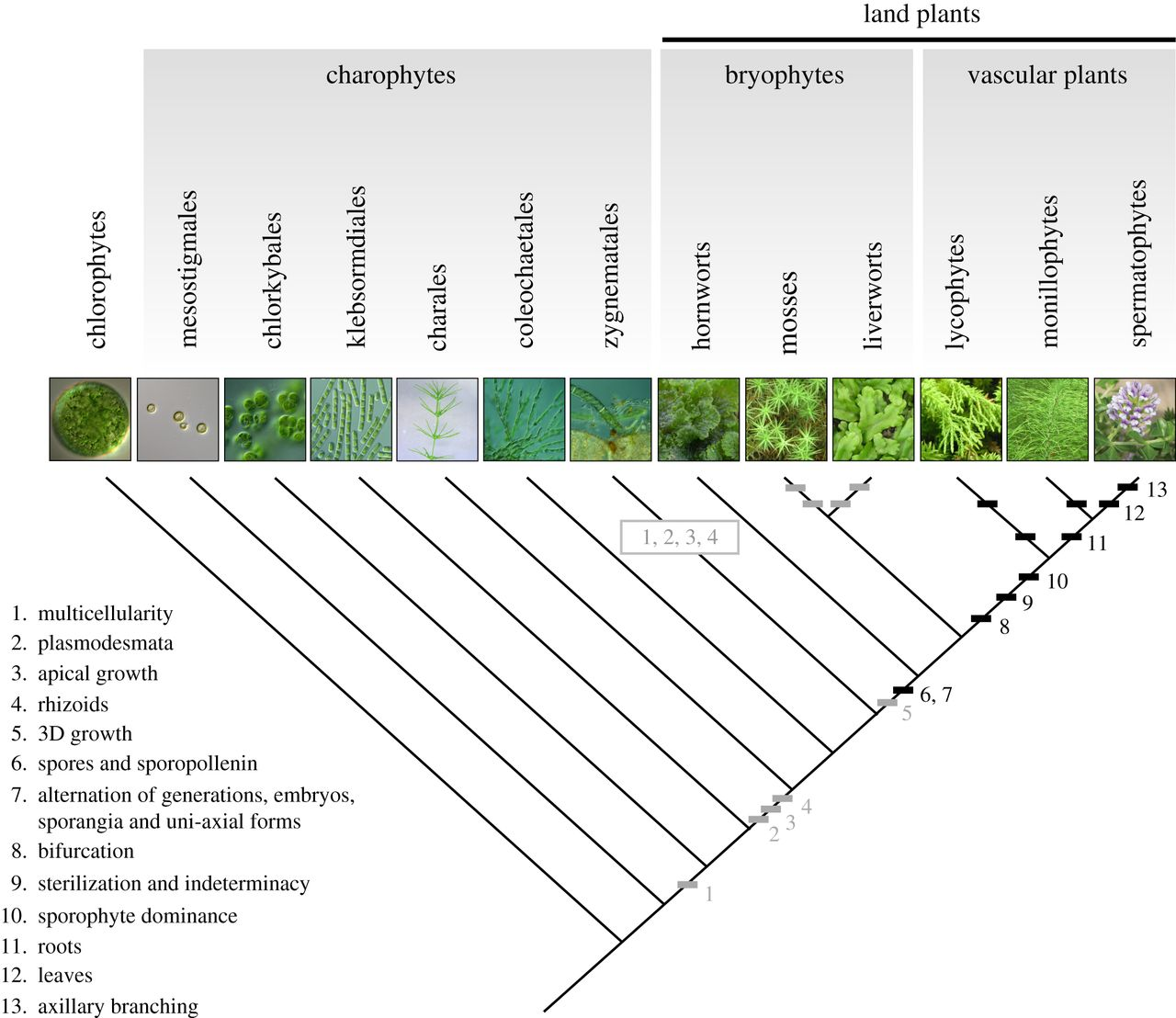
Évolution des principales structures et des plans d'organisation chez les plantes.

Il existe, selon leur degré de différenciation, quatre grands types d'organisation incluant les thallophytes, plantes vivant en milieux humides, caractérisées par un thalle, appareil végétatif peu différencié en forme de lame - algues ; les bryophytes : ce sont les mousses et les hépatiques, dont l’appareil végétatif commence à se différencier en tige et feuille. Ils constituent une nouvelle étape vers le passage de la vie aquatique à la vie terrestre ; les tracheophyta (anciennement appelées cormophytes ou « végétaux supérieurs ») : ce sont les plantes vasculaires ou plantes à racines (rhizophytes), qui comprennent les ptéridophytes (fougères) et les spermaphytes (plantes à graines). L’appareil végétatif est maintenant bien différencié en racine, tige, feuille et surtout vaisseaux conducteurs de sève (phloème et xylème). C’est grâce à ces vaisseaux conducteurs et à leur port dressé et rigide (par synthèse de la cellulose dans l’espace intercellulaire de ces vaisseaux, pour la construction d’un squelette de bois) que ces plantes sont adaptées au milieu terrestre.

## Pathologie végétale
La pathologie végétale étudie les maladies dont souffrent les végétaux. Le terme phytopathologie sous-entend des maladies causées par des agents infectieux externes à la plante. Il peut s’agir de micro-organismes (bactéries et champignons), de virus, ou encore d’insectes. Ainsi, il existe différents types de maladies (bactériennes, virales, cryptogamiques, à phytoplasmes, à nématodes…) qui dépendent de l’agent infectieux de départ. Les maladies parasitaires des végétaux sont aussi générées par des problèmes environnementaux, la pollution ou encore par la destruction de certaines biodiversités qui génèrent des modifications de notre écosystème.

### Pathologies végétales résultant de l’action d’un champignon
Toutes les espèces végétales peuvent être sujet à des phytopathologies. Par conséquent, les cultures exposées peuvent développer des symptômes très différents tels que :
- la cloque du pêcher : il s’agit d’un champignon pathogène Taphrina deformans, qui attaque les parties aériennes de l’arbre fruitier et altère les tissus foliaires en provoquant des boursouflures et des cloques caractéristiques de cette maladie ;
- la graphiose de l'orme : c’est à l’origine un insecte, le scolyte, qui est vecteur d’un champignon pathogène Ceratocystis ulmi. Le coléoptère en forant l’écorce de l’orme transmet le champignon parasite aux tissus de l’arbre ;
- le chancre coloré : également appelé cancer de l’arbre, cette maladie vasculaire incurable est généralement causée par le champignon Ceratocystis platani et s’avère être le résultat d’une mauvaise coupe. Un nettoyage scrupuleux de ses outils de coupe ainsi que des coupures propres permettront une lutte accrue contre ce type de maladie ;
- l'oïdium : c’est une maladie cryptogamique qui se développe lorsque les conditions lui sont favorables à savoir humidité, chaleur, et ventilation restreinte. La pathogénicité est révélée par l’apparition de taches blanches sur les feuilles des végétaux. Il est donc préconisé de limiter les arrosages excessifs afin de conserver un milieu avec une humidité moyenne ;
- la fumagine : c’est une maladie cryptogamique qui est dû à des piqûres de prédateurs parasites tels que la cochenilles ou les pucerons. À l'issue de ces piqûres, le végétal réagit mal et c’est à ce moment que le champignon peut se développer sur les excréments des parasites appelés miellat. Pour se débarrasser de la maladie, il faut donc avant tout supprimer les parasites[45].

### Pathologies végétales résultant d’une action virale
Les phytovirus ont la particularité de pénétrer la cellule végétale de leur hôte afin de tirer profit des mécanismes de la cellule et donc pouvoir, par la suite, se reproduire.
C’est notamment le cas du virus de la mosaïque du tabac qui s’attaque aux plants de tabac. Constitué d’un brin d’ARN spiralé autour duquel se développe des sous-unités protéiques, il a été le premier virus identifié. Cet ensemble de protéines constitue la capside du virus. Une fois la plante infectée, les feuilles de cette-dernière vont prendre l’apparence d’une mosaïque, d'où le nom du virus. Il est généralement transmis par voie mécanique notamment grâce aux vêtements ou aux structures de serres, voie qui s'avère être très efficace. Pour limiter la propagation de ce virus, il est recommandé de pratiquer la prophylaxie poussée.

### Pathologies végétales résultant d’une action bactérienne
Les bactéries peuvent être à l’origine de nombreuses phytopathologies et engendrer différents symptômes tels que des pourritures, des chancres, des nécroses, des jaunissements… Pour s’introduire dans la plante, les bactéries se faufilent par des ouvertures naturelles (stomates) ou bien par des blessures.

#### Flétrissement bactérien
Il résulte de la colonisation de la plante par différentes bactéries telles que Clavibacter michiganensis sepedonicus ou Ralstonia solanacearum. Ce type d’infection fait des ravages sur les cultures de pommes de terre, de tomates ou encore de riz.
Par exemple, chez la tomate, l’agent pathogène est Ralstonia solanacearum. Cette bactérie vit enfouie dans le sol à une profondeur d’environ 30 cm. Elle peut donc être disséminée par les pratiques d’irrigation ou encore par les pratiques culturales pouvant blesser la plante et faciliter son infiltration. Son mode d’action est d’empêcher la circulation de la sève brute, constituée d’eau et de sels minéraux. Les feuilles de la plante sont alors privées de nutriments et se flétrissent. Lorsque la charge bactérienne est élevée, le flétrissement affecte toute la plante qui se rabougrit et meurt.

#### Chancre bactérien
Il résulte de la colonisation des arbres fruitiers par des bactéries du genre Pseudomonas. Notamment Pseudomonas syringae, une bactérie Gram négative, qui produit une protéine permettant à l’eau de geler malgré des températures supérieures à 0 °C. Les plantes infectées sont alors plus sensibles au gel et reconnaissable par l’apparition d'une tache brune de forme concave qui se répand sur les branches et le tronc de l’arbre. Puis survient une déformation de l’écorce, due au développement de boursouflures et de crevasses. Enfin, l’altération de l’écorce provoque un écoulement de gomme. Durant l’été, la bactériose végétale peut toucher les organes verts et les feuilles âgées de la plante.

### Autres pathologies végétales

#### Chlorose
La chlorose est une maladie qui est générée par un manque de fer ou de magnésium et qui se manifeste par un manque de coloration sur les feuilles dû à un déficit en chlorophylle, mais une coloration très prononcée sur les nervures.